# Eduard Jahn
Eduard Adolf Wilhelm Jahn (* 20. Mai 1871 in Berlin; † 23. Januar 1942 in Hann. Münden) war ein deutscher Biologe und Mykologe.
Sein botanisch-mykologisches Autorenkürzel lautet „E.Jahn“.

## Leben
Jahn studierte Naturwissenschaften an der Universität Berlin, besonders Biologie, bis zur Promotion 1894 bei Simon Schwendener. Anschließend legte er die Lehramtsprüfung ab und unterrichtete in Berlin-Charlottenburg an der Oberrealschule bis 1921. Von 1921 bis 1938 wurde er ordentlicher Professor für Botanik und Mykologie an der Forstakademie Hann. Münden. Von 1933 bis zur Emeritierung 1938 leitete er das Institut für Botanik und technische Mykologie. Sein Spezialgebiet waren die Myxomyceten, daneben beschäftigte er sich auch mit den Myxobakterien. Seine Berufung war aus antisemitischen Gründen gegen den Mykologen Richard Falck gerichtet, der Demokrat und Jude war.
Er unterzeichnete im November 1933 das Bekenntnis der deutschen Professoren zu Adolf Hitler.

## Ehrung
Nach Jahn benannt ist die Pilzgattung Jahnula Kirschst. 1936 und damit auch die Ordnung der Jahnulales.